# Rykantai
Rykantai est un village de la municipalité du district de Trackai en Lituanie, à 7 kilomètres au nord-ouest de Lentvaris. Le village dispose d'un bureau de poste, d'une gare ferroviaire et d'une église, l'église de la Trinité. La rivière Neris passe au nord du village. Selon le recensement de 2011, il abrite 281 habitants.

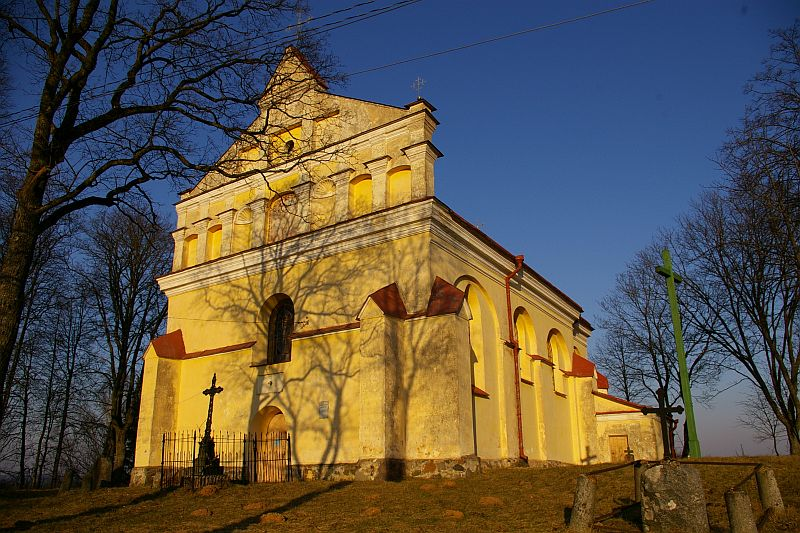
L'église de la Trinité de Rykantai

Rykantai est mentionné dans le roman de Léon Tolstoï Guerre et Paix comme le lieu où le général Balachov donne une lettre du tsar Alexandre Ier à Napoléon.